# Traugott Wulfhorst
Traugott Wulfhorst (* 19. September 1927 in Schwelm; † 23. April 2015) war ein deutscher Richter am Bundessozialgericht.

## Leben
Traugott Wulfhorst besuchte zunächst die Oberschule, bevor er 1944 zum Kriegsdienst eingezogen wurde. Schwer verwundet kehrte er aus dem Krieg zurück. Von Oktober 1948 bis September 1951 studierte er an den Universitäten Münster, Bonn und Köln Rechtswissenschaften, was er mit der ersten juristischen Staatsprüfung 1951 erfolgreich abschloss. Im Jahre 1954 promovierte er und ein Jahr später legte er die zweite juristische Staatsprüfung ab. Er wurde dann Richter in der Sozialgerichtsbarkeit. Im Jahre 1963 wurde er Landessozialgerichtsrat am Landessozialgericht Nordrhein-Westfalen.
Von 1971 bis 1992 war Wulfhorst Richter am Bundessozialgericht. Er gehörte dem 9. Senat an, der unter anderem für die Kriegsopferversorgung zuständig ist. 1979 wurde er stellvertretender Vorsitzender des 9. Senats. Er war an der aufsehenerregenden Entscheidung des Senats vom 11. September 1991 beteiligt, in dem die Urteile der deutschen Kriegsgerichte im Zweiten Weltkrieg als „offensichtliches Unrecht“ gewertet wurden.
Neben seiner Tätigkeit beim Bundessozialgericht ist Wulfhorst durch zahlreiche Veröffentlichungen zum sozialen Entschädigungsrecht sowie zu rechtssoziologischen und zeitgeschichtlichen Fragestellungen hervorgetreten.

## Schriften (Auswahl)
- Wäre eine Strafbarkeit der freiwilligen Sterilisierung verfassungswidrig?. In: Neue Juristische Wochenschrift (NJW) 1967, S. 649–654.
- Probleme der Begründung von Recht in der richterlichen Rechtsfortbildung – Richterrecht und wissenschaftliche Erkenntnisse über die soziale Wirklichkeit. In: Konrad von Bonin (Hrsg.): Begründungen des Rechts II – Juristen-Theologen-Gespräch in Hofgeismar. Göttingen 1979, S. 80–101.
- Der mittelbare Arbeitgeber im Sozialversicherungsrecht – ein Beitrag zur Lehre vom Beschäftigungsverhältnis. In: Zeitschrift für Sozialreform 1964, S. 549 ff., 600 ff., 661 ff., 708 ff.
- Richterliche Konkretisierung sozialrechtlicher Normen mit Hilfe von Rechtstatsachen. In: Bertram Schulin, Wolfgang Dreher (Hrsg.): Sozialrechtliche Rechtstatsachenforschung – Probleme und Perspektiven. Kolloquium des Instituts für Rechtstatsachenforschung der Universität Konstanz. Konstanz 1987 S. 53–77.
- Soziale Entschädigung – Politik und Gesellschaft, Rechtssoziologisches zur Versorgung der Kriegs-, Wehr- und Zivildienst-, Impfschadens- und Gewalttaten-Opfer. Baden-Baden 1994.
- Vom „jungen Soldaten“ zum Revisionsrichter für Kriegsopferversorgung. In: Ullrich Herrmann, Rolf-Dieter Müller (Hrsg.): Junge Soldaten im Zweiten Weltkrieg. Kriegserfahrungen als Lebenserfahrungen. Weinheim 2010, S. 287–293.